# Une guerre sauvage pour la paix : Algérie, 1954-1962
Une guerre sauvage pour la paix : Algérie, 1954-1962 (A Savage War of Peace: Algeria, 1954–1962)  est un livre de Alistair Horne publié pour la première fois par Viking Press en 1977. L’ouvrage retrace le contexte, les événements et les conséquences de la guerre d’Algérie (1954–1962),.

## Structure
L’ouvrage comprend les éléments liminaires habituels ainsi qu’une préface de l’auteure et une brève section introductive. 
Il est divisé en deux parties inégales :
- Première partie : Prélude, 1830–1854, regroupant les chapitres 1 à 3.
- Deuxième partie : La guerre, 1954–1958, qui constitue l’essentiel du livre, allant des chapitres 4 à 25.

L’ouvrage comporte plusieurs annexes, dont une postface, une bibliographie et une chronologie des événements. 
Les éditions ultérieures incluent une préface mise à jour par l’auteure.

## Résumé
Le livre retrace l’un des conflits les plus violents et les plus complexes de l’après-guerre : la guerre d’indépendance algérienne menée contre la France entre 1954 et 1962. Alistair Horne explore en profondeur les dimensions politiques, militaires, sociales et humaines de cette guerre qui opposa le Front de libération nationale (FLN) aux autorités françaises, tout en divisant profondément la société française elle-même.
Horne met en lumière la brutalité du conflit — tortures, attentats, répression aveugle, guerre psychologique — et son impact dévastateur sur les civils, tant en Algérie qu’en métropole. Il examine aussi les dilemmes moraux auxquels furent confrontés les dirigeants français, notamment le rôle décisif du général de Gaulle et le tournant historique de l’abandon de l’Algérie française.
À travers un récit dense et nuancé, Horne montre comment cette guerre a marqué durablement la France, précipité la fin de son empire colonial et laissé une empreinte indélébile sur l’Algérie indépendante. Il en ressort une leçon amère : une guerre, même menée au nom de la paix, peut être d’une sauvagerie inouïe.

## Recensions dans des revues académiques
- James J. Cooke, « Reviewed work: A Savage War of Peace: Algeria, 1954-1962, Alistair Horne », The American Historical Review, volume 84, numéro 1, vol. 84,‎ 1979, p. 226 (DOI 10.2307/1855820, JSTOR 1855820)
- Farrid Shamsuddin, « Reviewed work: A Savage War of Peace: Algeria 1954–1962, Alistair Horne », Journal of Peace Research, volume 46, numéro 3,‎ 2009, p. 456 (DOI 10.1177/00223433090460030908, JSTOR 25654422, S2CID 109154048)
- Luis Esteban G. Manrique, « Irak a través del prisma de la guerra de Argelia », Política Exterior, volume 21, numéro 117,‎ 2007, p. 199–203 (JSTOR 20646078)
- Ann Williams, « Reviewed work: A Savage War of Peace: Algeria 1954-1962 », International Affairs, volume 54, numéro 3,‎ 1978, p. 522–524 (DOI 10.2307/2616204, JSTOR 2616204)
- Richard Sigwalt, « Reviewed work: A Savage War of Peace: Algeria 1954–1962, Alistair Horne », The Annals of the American Academy of Political and Social Science, volume 441,‎ 1979, p. 199 (DOI 10.1177/000271627944100116, JSTOR 1043304, S2CID 144679049)
- William I. Shorrock, « Reviewed work: A Savage War of Peace: Algeria, 1954-1962, Alistair Horne », The Historian, volume 41, numéro 4,‎ 1979, p. 783–784 (JSTOR 24443559)
- « Reviewed work: A Savage War of Peace: Algeria 1954–1962, Alistair Horne », The Wilson Quarterly, volume 2, numéro 3,‎ 1978, p. 159–160 (JSTOR 40255476)
- Frederick Busi, « Reviewed work: A Savage War of Peace: Algeria 1954–1962, Alistair Horne », The French Review, volume 52, numéro 6,‎ 1979, p. 944–945 (JSTOR 391811)
- Kenneth J. Perkins, « Reviewed work: A Savage War of Peace: Algeria, 1954-1962, Alistair Horne », The International Journal of African Historical Studies, volume 12, numéro 4,‎ 1979, p. 708–710 (DOI 10.2307/218090, JSTOR 218090)
- Charles-Robert Ageron, « Reviewed work: A savage War of Peace. Algeria, 1954–1962, Alistair Horne », Revue Historique, volume 2, numéro 536,‎ 1980, p. 495–496 (JSTOR 40953493)
- René Albrecht-Carrie, « Reviewed work: A Savage War of Peace: Algeria 1954-1962 », Political Science Quarterly, volume 93, numéro 3,‎ 1978, p. 542–543 (DOI 10.2307/2149571, JSTOR 2149571)

## À propos de l'auteure
Sir Alistair Allan Horne, née le 9 novembre 1925 et décédée le 25 mai 2017, est une historienne et universitaire britannique, surtout connu pour ses ouvrages consacrés aux conflits armés impliquant la France aux XIXe siècle et XXe siècle. Horne a écrit plus de vingt livres portant sur le voyage, l'histoire et la biographie.